# Almageste
Almageste, uneori Almagest sau Almagesta (în latină: Almagestum sau Syntaxis mathematica) este o importantă lucrare de astronomie redactată prin anul 150 de Claudiu Ptolemeu și care mai mult de o mie de ani a constituit baza cunoștințelor astronomice ale lumii islamice și europene.
Titlul original în greaca veche era Μαθηματική σύνταξις (Mathématikế sýntaxis), adică: „Tratat de matematică”, sau Ἡ Μεγάλη Σύνταξις (Megále sýntaxis), adică: „Marele tratat”. Titlul actual, Almageste derivă din arabă المجسطي (al-Magisṭī), la rândul său, adaptare a cuvântului grecesc Μεγίστη, (Megíste), adică: „Cea foarte mare”, „Cea mai mare”, „Maxima”, cu care era, în general, indicată lucrarea.

## Istoric
Modelul lui Ptolemeu este menționat într-o inscripție aflată la Canop, în Egipt, din 147 sau 148. Sprijinindu-se pe această inscripție, s-a datat, în mod tradițional, redactarea Almagestei. Istoricul N. T. Hamilton a arătat  că această inscripție face referire la un model anterior Almagestei, care nu a putut fi publicată, potrivit lui, înainte de anul 150.
Primele traduceri în arabă datează din secolul al IX-lea. În această epocă, deși era încă prezentă în Imperiul Bizantin, lucrarea fusese pierdută în Europa occidentală, unde i se mai păstrau doar niște vagi amintiri în cercurile astrologice. O primă traducere din greacă în latină a fost efectuată de Henri Aristippe din Catania, aflat în serviciul lui Roger al II-lea al Siciliei, prin anul 1160. Acesta a fost primul text al lui Ptolomeu difuzat în Europa occidentală, dar a avut o răspândire scăzută și, mai mult, nu s-au păstrat mai multe exemplare.
În secolul al XII-lea, a văzut lumina zilei o versiune tradusă din arabă în spaniolă care mai târziu va fi tradusă în latină, sub patronajul împăratului Frederic al II-lea. Prin 1175, o altă versiune, în latină, de data aceasta provenind direct din arabă, a fost realizată de Gerard din Cremona pornind de la un text provenind din Toledo, în Spania. A fost incapabil să traducă numeroși termen tehnici; se reține chiar numele arab Abrachir pentru Hiparh.
În secolul al XV-lea, o versiune greacă, venită din Bizanț, a apărut în Europa occidentală, iar Johannes Müller, mai bine cunoscut sub numele de Regiomontanus, i-a făcut o versiune prescurtată în latină, la îndemnul cardinalului Bessarion. În același timp, o traducere completă era făcută de Gheorghe din Trebizonda. Această versiune cuprindea un comentariu tot atât de lung ca și originalul. Această muncă de traducere, efectuată sub patronajul papei Nicolae al V-lea, era destinată să înlocuiască vechea traducere. Noua traducere era mult mai bună, însă comentariul a fost mult mai puțin apreciat și foarte criticat. Papa a refuzat să scrie dedicația, iar lucrarea lui Regiomontanus a predominat în secolul următor și încă după aceea.
Prima ediție critică a fost realizată de Erasmus în secolul al XVI-lea.
Comentarii la Almageste au fost scrise de Theon din Alexandria (complete), Pappus din Alexandria (fragmente) și Ammonius (pierdute).

## Conținut

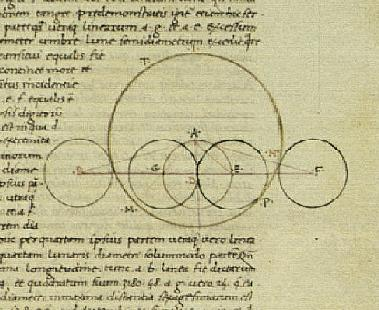
Imagine a traducerii latine de Gheorghe din Trebizonda (prin 1451).

Ptolemeu a propus aici o teorie geometrică pentru descrierea mișcărilor planetelor, Lunii și a Soarelui. Această teorie a epiciclurilor și tabelele astronomice care o însoțesc sunt o dezvoltare a operei lui Hiparh. Ele vor rămâne referință timp de numeroase secole în lumile occidentale și arabe. Universul este conceput ca geocentric, ceea ce a condus lucrarea în uitare, la sfârșitul Renașterii, când modelul heliocentric al lui Copernic, Kepler și Galilei a reușit să se impună în pofida reticențelor Bisericii.
Lucrarea este constituită din treisprezece cărți:
- Cartea I. Postulate fundamentale ale astronomiei; teoria calculelor arcelor pe sferă; tabele trigonometrice; măsura oblicității eclipticii; tabele de declinație și de ascensie dreaptă pentru punctele eclipticii.
- Cartea a II-a. Teoria climatelor; tabele de ascensie oblică; determinarea orelor temporare.
- Cartea a III-a. Definiția anului solar; Determinarea duratei sale; Tabele ale mișcării medii; Anomalia Soarelui; Tabele; Distincția dintre timpul adevărat și timpul mediu.
- Cartea a IV-a. Perioade lunare, determinarea mișcărilor lunare medii; anomalie și noduri; Tabele.
- Cartea a V-a. A doua anomalie sau evecțiune.[5] Corecții ale paralaxei pentru Soare și Lună; Tabele.
- Cartea a VI-a. Diametre aparente ale Soarelui și Lunii; Calcul al eclipselor; Tabele.
- Cartea a VII-a. Precesia echinocțiilor; Catalog al stelelor boreale.
- Cartea a VIII-a. Catalog al 1.022 de stele și 48 de constelații; Răsărituri și apusuri ale stelelor fixe.
- Cartea a IX-a. Preliminarii ale teoriei planetelor; Mercur.
- Cartea a X-a. Teoria lui Venus și Marte.
- Cartea a XI-a. Teoria lui Jupiter și Saturn.
- Cartea a XII-a. Calcul al retrogradațiilor, stațiuni și digresiuni maximate.
- Cartea a XIII-a. Mișcarea planetelor în latitudine; previziunea fazelor lor de apariție și dispariție.

## Ediții moderne și traduceri
- Johan Ludvig Heiberg: Claudii Ptolemaei opera quae exstant omnia: 1 Syntaxis Mathematica, Teubner, Leipzig,1898 (conține textul latin și grec)
- Gerald J. Toomer, Ptolemy's Almagest, Univ. Pr., Princeton, 1998, ISBN 0-691-00260-6 (conține doar traducerea în limba engleză, fără textul în limba greacă)
- Traducerea cea mai recentă este de B. M. Perry, publicată de St. John's College, Annapolis, Maryland, Statele Unite ale Americii
- Prima, și până acum unica ediție cu traducere în limba franceză, este aceea a abatelui Nicolas Halma, publicată în două volume în 1813 și 1816[6], retipărită în 1927 (Hermann, Paris).